# Julián Santana
Julián Santana Santana (Gran Canaria, España, 9 de enero de 1830 - Las Tunas, 31 de julio de 1931, Cuba) fue un militar español–cubano que se destacó en el bando libertador durante la guerra de independencia de Cuba.

## Biografía

### Primeros años
Julián Santana Santana, nació el 9 de enero de 1830 en la isla de Gran Canaria, Canarias, España. Sus padres lo abandonaron de pequeño por lo que fue adoptado por la Institución Santa Ana, una institución Benéfica que tiene su sede en la ciudad de Las Palmas.
Desde pequeño sintió un rechazo cada vez más fuerte hacia España, ya que veía como este país pretendía reforzar su dominio sobre sus colonias canarias, filipinas, oceánicas y americanas, algo que hacia con el tiempo, especialmente con sus colonias americanas, probablemente porque eran las más numerosas.

### Carrera militar
Según los historiadores José Fernández Ferrández y José M. y Castellano Gil, Santana emigró a Cuba cuando tenía 13 años, en 1843. Sin embargo, según la página web Oficina del historiador de la ciudad de Las Tunas, emigró a Cuba cuando tenía ya 21 años, en el año 1851, un archipiélago en el que la gente ya comenzaba a rebelarse contra el sistema y el dominio español. Así, se estableció en la zona de Recreo, al norte de Matanzas.
Cuando llegó a la colonia, el soldado Joaquín de Agüero estaba comenzando a conquistar Las Tunas, donde vivía Santana como campesino tras casarse con una mujer de ese lugar, por lo que el joven sintió la necesidad de unirse a su ejército. En esta conquista formó parte de un grupo de soldados dirigidos por Joaquín de Agüeron que, tras realizar un ataque contra una columna enemiga, fue detenido por los españoles, quienes lo sometieron a un proceso judicial. Sin embargo, estos lo llevaron en Las Tunas, donde lo absolverían por falta de pruebas. Más tarde, el 13 de octubre de 1868, participó en la Guerra de los Diez Años, en la cual destacó hasta el punto de obtener el puesto de Teniente Coronel en los inicios de dicha campaña, miembro de la plana mayor del primer batallón del regimiento Tunas.
Durante la guerra se incorporó al ejército del general Vicente García. Así, luchó en la conquista de Río Blanco, siendo elevado al cargo superior de Capitán. También luchó en la conquista del Fuerte de La Zanja logrando obtener armas y abastecimientos del enemigo. Tras la guerra pudo ascender a comandante, gracias al valor y al comportamiento mostrados en la guerra.
Más tarde, participó en la Revolución, luchando, entre otros combates, en el de Mojacasabe, en Palo Seco, Las Guásimas de Machado - donde fue herido- y en la toma de las ciudad de Tunas, el 23 de septiembre de 1876. Además, secundó la protesta de Baraguá junto a su jefe.
Posteriormente luchó en las conquistas de Cascorro y en la de San Miguel de Nuevitas. Tras regresar al ejército de Vicente García, luchó en diversos combates, dejando muestra de ellos en algunos libros escritos por él.
Tras la Guerra de los 10 años, Santana abandonó temporalmente el ejército cubano hasta que este volviera a luchar por la independencia. Hasta entonces ejerció como agricultor labrando la tierra, al igual que otros muchos canarios que habían emigrado a Cuba, en la finca de Santa Inés en Tunas. Más tarde, en 1879, tras iniciarse la Guerra Chiquita, él decidió incorporarse al ejército de Francisco Varona González, para volver a luchar por la independencia cubana. Sin embargo, el fracaso de los planes independentistas lo llevaron a abandonar clandestinamente la isla y emigrar a Saint Thomas (Islas Vírgenes estadounidenses), donde organizó una expedición militar para regresar a Cuba.
El ejército de Santana salió del puerto de Santo Domingo con dirección al municipio cubano de Guantánamo, pero cuando el barco navegaba en alta mar se vieron perseguidos por los españoles por lo que se refugiaron en las Islas Turcas y Caicos, desde donde el gobierno inglés les permitió ir a Santo Domingo en uno de los buques de los que disponía su escuadra. En este archipiélago, Santana consiguió de parte del Presidente un pasaporte para regresar a Cuba, isla a la que llegó en 1881.
Así, cuando Cuba se encontraba en paz, se estableció en Oriente junto a su familia, dedicándose a esta y trabajando en el campo hasta que le llegó una orden del general Antonio Maceo, el 1 de junio de 1895, para volver a la guerra. Así, él reclutó a 122 hombres (entre ellos varios compañeros de lucha y miembros de su familia), los armó y juntos se fueron a la guerra. Así, en el 14 de junio consiguió el cargo de coronel.
Entre 1895 a 1897 luchó en muchos combates consiguiendo victorias para el bando cubano. Tras la invasión de Occidente y su defensa exitosa, el 20 de octubre obtuvo los grados de General de Brigada en agradecimiento a las muchas veces que luchó por los ideales cubanos, así como por la independencia de este país. Además, Santana fue nombrado Jefe del Distrito Militar de la Segunda División del Segundo Cuerpo del Ejército Libertador de Cuba, correspondiente a los territorios de Bayamo.
Sin embargo, en 1898, los norteamericanos, con su intervención en Santiago de Cuba, habían obtenido cuba de España, por lo que Santana no había podido hacer nada para evitarlo. Santana terminó la contienda como General de Brigada agregado al Estado Mayor de la Tercera División del Segundo Cuerpo del Ejército Libertador de Cuba.

### Últimos años
Al terminar la guerra regresó a su trabajo de campesino, renunciando a su pensión que le correspondía como veterano. Su numerosa familia, lo ayudó en el trabajo agrícola. El 12 de octubre de 1908, cuando Cuba ya se había independizado de Estados Unidos y era un país libre, Santana entró en el juzgado de Las Tunas para sustituir su ciudadanía española por la cubana.
El 31 de julio de 1931, falleció en su finca Santa Inés, en Las Tunas. Tenía 101 años.

### Vida personal
Se casó tres veces y tuvo 13 hijos en total, uno de los cuales, Jacinto Santana se convirtió en oficial mambí de la contienda que tuvo lugar en el 95.

### Curiosidades
- No firmó en capitulación militar alguna, ya que su rechazo hacia las armas lo llevó a nunca tener alguna: Cuando las condiciones fueron negativas y difíciles en la Revolución cubana, emigró temporalmente a Saint Thomas (Islas Vírgenes estadounidenses), isla en la, con ayuda de Maceo, formó una expedición para regresar a Cuba y poder continuar de esa forma con la revolución.[2]